# Акведук Ванвителли
Акведук Ванвителли (итал. Acquedotto Carolino) — водовод в итальянском регионе Кампания. Сооружён для водоснабжения королевского дворца в Казерте и каскада его фонтанов. Длина около 38 км. Часть акведука представляет собой каменное инженерное сооружение из 67 арок, сооружённых одна на другой в три этажа.

## История
Необходимость в данном акведуке возникла во время строительства королевской резиденции в Казерте.
Местность в Казерте, которую король Неаполя и обеих Сицилий выбрал для создания новой королевской резиденции, была бедна водой. Чтобы исправить ошибку королевского выбора, бригада архитекторов была вынуждена искать надёжные источники для водоснабжения огромного дворца и его каскада и фонтанов будущего сада. Источник воды был найден в городке Айрола. Король Неаполя за право использовать воду предоставил поселению статус города. Для подачи воды в Казерте было решено строить новый акведук.
Проект акведука создал главный архитектор Луиджи Ванвителли, за строительство отвечал инженер Франческо Коллечини. Работы начали уже в марте 1753 года. Торжественное открытие нового акведука произошло 7 мая 1762 года. Новый акведук внешне напоминал акведуки Древнего Рима. Он протянулся от горы Табурно. Водоснабжение не только питало фонтаны дворцового сада, но и способствовало экономическому росту региона. Воду использовали многочисленные мельницы. Вода также использовалась для полива садовых растений и деревьев. Король Фердинанд IV также стремился создать образцовое хозяйство на окраине Казерты. Водой был обеспечен и комплекс ремесленных сооружений шёлковой мануфактуры в Сан-Леучо. Сооружение выдержало три землетрясения в течение его эксплуатации за три века.